# Rhaphium doroteum
Rhaphium doroteum är en tvåvingeart som beskrevs av Negrobov 1979. Rhaphium doroteum ingår i släktet Rhaphium och familjen styltflugor. Inga underarter finns listade i Catalogue of Life.